# Talinka
Talinka (in russo Талинка?) è un insediamento di tipo urbano della Russia siberiana occidentale situato nel distretto Oktjabr'skij del Circondario Autonomo degli Chanty-Mansi.
Si trova a nord-ovest di Chanty-Mansijsk.